# CSM Dunărea Galați
A CSM Dunărea Galați egy román jégkorong csapat, mely 2016 óta párhuzamosan játszik a MOL Ligában és a román jégkorongbajnokságban. A klub 1932-ben alakult Gloria CSU Galați néven.

## Története
A klubot, melynek székhelye Galați (magyarosan Galac) városában található, 1932-ben alapították, azóta szerepel a Liga Naţională de hochei-ben, azaz a román élvonalban. A második világháború idején szünetelt a bajnokság, 1950-ben indult útjára ismét, ekkor az időközben a másodosztályt is megjárt, Locomotiva Galați néven szereplő csapat ismét az élvonalba nevezett. Annak ellenére, hogy gyakran sikerült egyes klubtornák végjátékában részt venni, nem versenghettek az olyan nagyobb hagyományú és hátterű klubokkal mint a Dinamo Bucureşti vagy a HSC Csíkszerda. Egyetlen jelentősebb sikerük az 1988-ban elhódított kupagyőzelem volt, majd 2015-ben és 2016-ban bajnoki címet szereztek, a 2016–2017-es idényben először neveztek a MOL Ligába és 2017-ben újabb Román kupa-diadalt arattak a Csíkszereda 6-5-ös legyőzésével.

## Trófeák
- Román jégkorong-bajnokság (2): 2015, 2016
- Román jégkorongkupa (2): 1988, 2017

## További információ
- A Magyar Jégkorong Szövetség hivatalos oldala
- Hivatalos honlap
- EuroHockey profil